# Rynek w Żelechowie

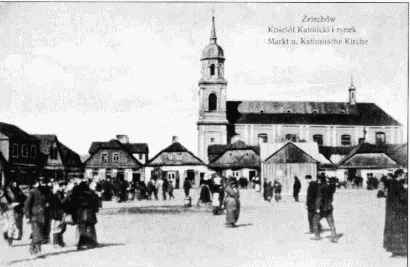
Zachodnia część północnej pierzei Rynku w 1916 roku

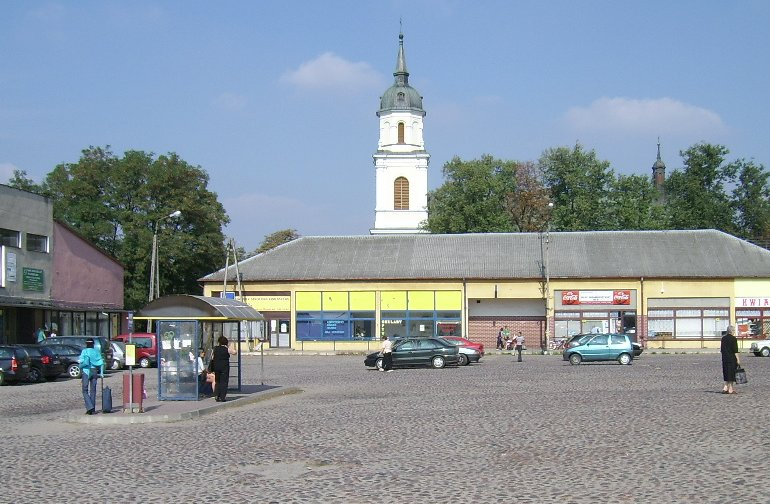
Pawilon w zachodniej części północnej pierzei

Rynek w Żelechowie – główny element założenia urbanistycznego Żelechowa z końca XVIII wieku. Rynek z rozmiarem boku sięgającym 114 m, należy do największych obiektów tego typu w Europie.

## Historia
Rynek powstał z inicjatywy Ignacego Wyssogoty Zakrzewskiego. Według tych planów Żelechów miał być całkowicie przebudowany na wzór renesansowych miast włoskich. Rynek miał stanowić centrum miasta wraz z wychodzącymi z jego osi czterema ulicami. W rogach Rynku powstały dodatkowe placyki, obecnie niezachowane. To rozplanowanie sięgnęło jednak tylko do przyrynkowych bloków zabudowań, z północy dalszą zabudowę uniemożliwiał kompleks kościoła parafialnego, z zachodu podmokłe łąki, od południa istniejący do początku XX wieku targ bydlęcy, a od wschodu stary rynek. Układ przestrzenny Rynku i przyległych kwartałów zabudowy, został w 1998 roku wpisany do rejestru zabytków.

## Wygląd
Obecnie na Rynek prowadzą 4 uliczki, w tym jedna w południowo-zachodnim narożu, a trzy na osiach pierzei północnej, wschodniej i południowej. Można się tam dostać także pieszo z każdego naroża i przez dawną ulicę, obecnie przejście w zachodniej pierzei. W centrum Rynku znajduje się piętrowy, klasycystyczny ratusz z sukiennicami. Powierzchnia jest wybrukowana. Rozległy plac otoczony jest różnorodną zabudową. Znajdują się tam stare drewniane budynki, murowane domy jednorodzinne, przedwojenna drewniana kamienica, kilka przedwojennych kamienic murowanych, jak i rząd współczesnych kamienic. W północno-zachodnim narożniku stoją wybudowane w latach 50., modernistyczne pawilony handlowe.
Numeracja budynków rozpoczyna się od ratusza, przechodząc do domu przy ulicy prowadzącej do kościoła parafialnego i rośnie zgodnie z ruchem wskazówek zegara.
W miejscu obecnych pawilonów przed II wojną światową, w zachodniej pierzei znajdowały się trzy murowane domy, kilka drewnianych i murowana kamienica. W miejscu północnego pawilonu znajdował się rząd ściśle położonych, ustawionych szczytem do Rynku drewnianych domów.

## Znaczenie
Rynek stanowi bardzo ważny punkt miasta, znajduje się tu wiele sklepów, biblioteka, przystanek autobusowy i restauracja. W południowo-wschodnim narożniku ciągle odbywa się handel. Szczególnie podczas mszy świętych w pobliskim kościele, Rynek służy jako obszerny parking.

Panorama Rynku